# Jérôme Fernandez
Pour les articles homonymes, voir Fernández.
Jérôme Fernandez, né le 7 mars 1977 à Cenon (Gironde), est un ancien joueur de handball international français reconverti entraîneur. Il mesure 1,99 m pour 106 kg et évoluait au poste d'arrière gauche en équipe de France et en clubs.
Durant sa carrière en club, avec le FC Barcelone puis le BM Ciudad Real, il remporte deux ligues européennes des champions (2005 et 2009). Il est également double champion de France (avec Montpellier) et quadruple champion d'Espagne.
Avec la sélection nationale dont il a été capitaine de 2008 à 2015, il est double champion olympique (2008 et 2012), triple champion d'Europe (2006, 2010 et 2014) et quadruple champion du monde (2001, 2009, 2011 et 2015). L'un des internationaux français les plus titrés avec neuf médailles d'or (les plus titrés étant Thierry Omeyer, Nikola Karabatic et Michaël Guigou avec respectivement dix, onze et dix titres). Jérôme Fernandez est également le meilleur buteur de l'histoire de l'équipe de France avec 1 463 buts marqués.
Le 30 avril 2023, il entre dans le Équipe de France masculine de handball#Hall of Fame du handball français.

## Biographie
Dans la famille Fernandez, le handball a toujours eu une place prépondérante : le père, après une carrière de joueur de handball, est devenu arbitre et la mère jouait encore à quarante-trois ans. Il est donc naturel que Jérôme, ainsi que ses deux frères Ludovic et Arnaud à leur tour, se tournent vers le handball. Pourtant, il a également essayé le football, le tennis, le tennis de table et l'athlétisme pour finalement choisir le handball pour son ambiance conviviale et son aspect social en tant que sport collectif.

### Carrière en club
Il commence sa première année au club de Floirac/Cenon, puis il part à Lormont, où il reste deux ans. Formé au sein du Carbon-Blanc HB, situé en Gironde, il intègre à l'adolescence la section sport-études du lycée de Talence et, à dix-sept ans, il débute aux Girondins de Bordeaux HBC, club de l'élite. En manque de temps de jeu à Bordeaux, il remonte la Garonne et rejoint en 1997 le club des Spacer's Toulouse alors entraîné par Claude Onesta.
Dans un effectif comprenant un joueur expérimenté, Stéphane Plantin, mais également un autre jeune prometteur en la personne de Christophe Kempé, il exerce dès son arrivée un rôle prépondérant sur le poste d'arrière gauche. Sa première saison est une grande réussite puisque Daniel Costantini l'appelle pour la première fois en équipe de France le 27 novembre 1997 (voir ci-dessous pour sa carrière en sélection) et puisque Toulouse remporte son premier trophée en battant Montpellier en finale de la Coupe de France 1998 sur le score de 27 à 20 et atteint la troisième place du championnat de France, la meilleure performance de Fernandez et du club. Après deux saisons, il rejoint le Montpellier Handball, club avec lequel il remporte deux titres de champion de France, en 2000 et 2002, et trois nouvelles Coupes de France, de 2000 à 2002.
En 2002, il décide de tenter une expérience à l'étranger et rejoint l'Espagne dont il est originaire. Il signe ainsi dans un des grands clubs européens, le FC Barcelone, et découvre la Liga ASOBAL. Dès sa première saison avec ce club, il remporte des trophées, le championnat d'Espagne et son premier trophée européen, la Coupe de l'EHF masculine face au club russe du Dinamo Astrakhan. Cette victoire lui permet de participer à la Supercoupe d'Europe. Il remporte son deuxième titre européen avec ce club en battant en finale Valladolid sur le score de 30 à 29. Il remporte également la Coupe du Roi et la SuperCoupe d'Espagne. La saison suivante, il remporte la Ligue des champions en battant le BM Ciudad Real. Après une défaite 28 à 27 lors du match aller malgré trois buts de Fernandez, Barcelone s'impose de deux buts 29 à 27 lors du match retour à domicile avec un but du Français. Lors de cette compétition européenne, il inscrit quarante-six buts. Il remporte un nouveau titre de champion d'Espagne avec Barcelone en 2006.
En 2008, après une saison à Barcelone où il n'a plus la confiance de son entraîneur Manolo Cadenas, il rejoint l'autre grand club espagnol, le BM Ciudad Real. En Ligue des champions, compétition où il inscrit soixante buts, le club espagnol remporte son troisième titre dans cette compétition en s'inclinant tout d'abord de cinq buts (39-34) face au club allemand de THW Kiel, match disputé en Allemagne, puis en s'imposant au retour sur le score de 33 à 27. C'est le deuxième titre de Fernandez dans cette compétition. Ciudad Real réalise le doublé en remportant le championnat d'Espagne, troisième titre de champion pour Fernandez. Il remporte de nouveau ce titre la saison suivante. Mais, lors de la demi-finale de la finale à quatre disputée à Cologne, nouvelle formule de la Ligue des champions, Ciudad Real s'incline face à Kiel. Son total de buts sur cette compétition est de cinquante-quatre.
En septembre 2010, il se met d'accord avec son club de Ciudad Real pour mettre un terme à son contrat, qui courait jusqu'à 2012 : Fernandez, désirant rentrer en France pour préparer les Jeux olympiques de Londres, est alors en contact avec des clubs français, dont Toulouse par l'intermédiaire de Stéphane Plantin, son ancien coéquipier à Toulouse et en équipe de France et alors manager du club toulousain. Finalement, il tente une dernière aventure internationale et rejoint la Bundesliga et le club de THW Kiel, qui doit faire face aux blessures de Daniel Narcisse et du Suédois Kim Andersson, club avec lequel il signe pour un contrat de dix mois. Avec ce dernier club, il inscrit cinquante buts en Bundesliga, en vingt-trois rencontres, quarante-six buts en Ligue des champions (quatorze matches) et six en Coupe d'Allemagne. En Ligue des champions, Kiel s'incline face à Barcelone en quart de finale, 27 à 25 à l'aller et 36 à 33 en Allemagne. Avec le retour des blessés, il est alors moins utilisé.
En 2011, désireux de terminer sa carrière en France, il entre en contact avec de nombreux clubs dont Toulouse, Paris, Nantes et Dunkerque et décide de retourner dans son club formateur du Fenix Toulouse pour un contrat de quatre ans, privilégiant la situation géographique et les raisons familiales à l'aspect purement sportif puisque le club est alors en difficulté en championnat de France à l'avant-dernière place du classement. Son club du THW Kiel ayant moins de blessés et plus d'enjeu sportif, Fernandez est autorisé par son club à rejoindre Toulouse en tant que joker médical à la suite de la blessure de Danijel Anđelković avant la fin de la saison. Si sa venue a été dans un premier temps refusée par la Commission nationale d'aide et de contrôle de gestion (CNACG) à la suite de l'opposition de plusieurs clubs français, il est finalement autorisé fin avril à rejoindre le club toulousain. Pour sa première saison entière, il est élu meilleur arrière gauche et termine troisième meilleur buteur du championnat de France 2011-2012.
À l'issue d'un championnat de France 2013-2014 d'une grande facture pour le club – une cinquième place qui lui permet de participer à la Coupe de l'EHF masculine 2014-2015 – et pour Fernandez – élu meilleur joueur et meilleur arrière gauche de la saison –, il voit sa « dynamique brisée » à la suite du départ à l'intersaison de l'entraîneur Joël Da Silva aux côtés duquel il souhaitait commencer sa carrière d'entraîneur. Si le président de Toulouse lui propose une prolongation d'une saison en tant que joueur suivi d'un poste de manager au sein du club, Fernandez aurait souhaité occuper le poste d'entraîneur dès sa reconversion et avec une augmentation salariale. Ne parvenant pas à trouver un terrain d'entente avec son président, Fernandez confirme alors en janvier 2015 qu'il n'évoluera plus sous le maillot de Toulouse la saison suivante.

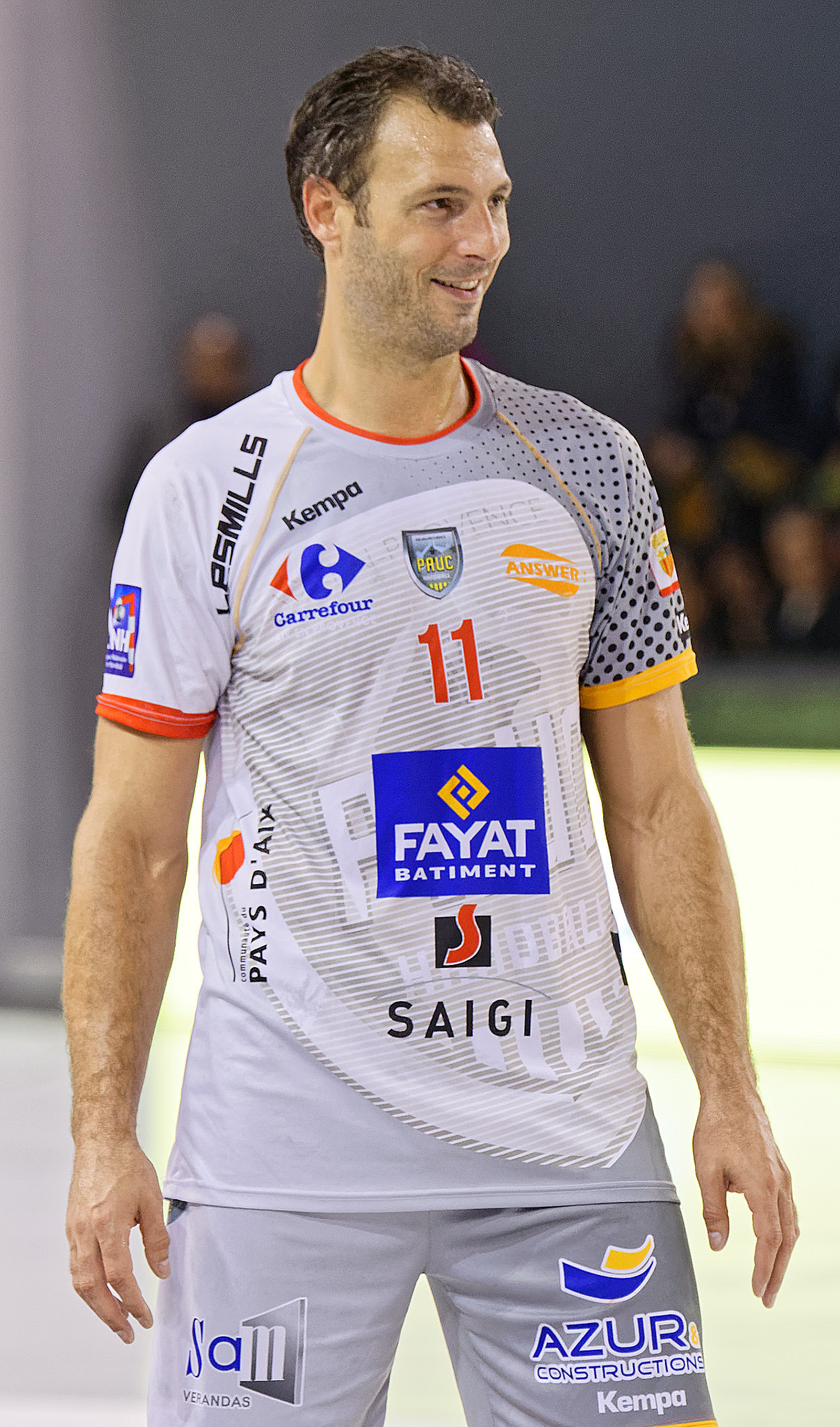
Sous le maillot du PAUC, le 28 octobre 2015.

Il rejoint alors à l’été 2015 le Pays d'Aix Université Club handball. À l’automne, Marc Wiltberger est démis de ses fonctions d’entraineur du club Aixois, il est remplacé par un duo formé de Didier de Samie et de Jérôme Fernandez qui a alors la double casquette d’entraineur-joueur. Peu à peu, il laisse le terrain pour le banc de touche, ne marquant qu’à cinquante reprises lors de la saison 2016-2017 contre 90 buts la saison précédente. Il met ainsi un terme à sa carrière de joueur à l’issue de la saison 2016-2017.

### Carrière en sélection
Jérôme Fernandez débute en Équipe de France, alors qu'il a à peine vingt ans, le 27 novembre 1997 face à la République tchèque. Quelques mois plus tard, il dispute sa première compétition internationale lors du Championnat d'Europe 1998 qui se déroule en Italie. Après la blessure de Marc Wiltberger, Fernandez doit assumer la responsabilité sur un poste, arrière gauche, où la France a perdu deux joueurs majeurs après les Jeux olympiques d'Atlanta avec les retraites de Frédéric Volle et Denis Lathoud.
En 1999, lors du championnat du monde disputé en Égypte, il inscrit 28 buts dont six sur neuf au jet de sept mètres. La France obtient sa qualification pour les Jeux olympiques de Sydney grâce à une sixième place après avoir battu l'Égypte en prolongation lors des matches de classement.
Fernandez est absent de la compétition suivante : lors du jour de départ pour le championnat d'Europe 2000 disputé en Croatie, il se brûle au troisième degré en prenant sa douche. Il doit ainsi subir une greffe de la peau au mollet et à la main gauche. Il doit alors passer par une période rééducation. Il retrouve toutefois l'équipe de France lors de la préparation pour les JO de Sydney, préparation où il obtient finalement sa place au sein de l'effectif. Lors de ces Jeux, les Bleus sont éliminés en quart de finale par la Serbie Monténégro sur le score de 26 à 21, match où Fernandez inscrit quatre buts. Fernandez inscrit 23 buts sur l'ensemble du tournoi, avec un pourcentage de 54,8 %.
Fernandez est devenu une pièce maitresse dans l'effectif de l'équipe de France qui dispute le championnat du monde 2001 en France. Les Bleus obtiennent leur billet pour Bercy, salle qui accueille les demi-finales et la finale, grâce à une victoire en prolongation face à l'Allemagne sur le score de 26 à 23, avec quatre buts de Fernandez. Opposés aux l'Égyptiens, les Français s'imposent sur le score de 24 à 21, avec six buts de Fernandez sur douze tirs, dont zéro sur un au jet de sept mètres. Lors de la finale face à la Suède, Fernandez est particulièrement décisif en début de rencontre. Au total, il inscrit huit buts (huit sur dix-huit) et deux passes décisives. La France obtient son deuxième titre de championne du monde en prolongation sur le score de 28 à 25, prolongation obtenue sur un exploit de Gregory Anquetil.
Jérôme Fernandez figure de nouveau dans l'effectif de l'équipe de France qui se rend au Championnat d'Europe 2002 disputé en Suède. La France, avec un bilan de deux victoires, deux nuls et une défaite, termine troisième de son groupe lors du tour principal - nul 26 partout contre la Slovénie avec deux buts sur quatre de Fernandez, défaite 27 à 24 avec un cinq sur dix de Fernandez et victoire 36 à 21, douze sur dix-huit - et ne dispute donc pas les demi-finales.
Championne du monde en titre, la France doit défendre son titre lors du championnat du monde 2003 au Portugal. Avec trois victoires lors du tour principal, elle se qualifie pour les demi-finales où elle est opposée à l'Allemagne. Celle-ci l'emporte sur le score de 23 à 22 dans une rencontre où Fernandez inscrit trois buts. Lors de la rencontre pour la troisième place, la France bat l'Espagne sur le score de 27 à 22.
Lors du Championnat d'Europe 2004, le sélectionneur Claude Onesta se prive volontairement de certains joueurs, comme Guéric Kervadec et Jackson Richardson afin de les reposer dans l'optique des Jeux olympiques d'Athènes. La France entame la compétition avec deux victoires et un nul mais perd Fernandez en raison d'une fracture à la main droite. Avant cette blessure, Onesta a tenté une expérience en utilisant Jérôme Fernandez sur le poste de demi-centre, poste qu'il occupe également dans son club de Barcelone. La France termine finalement sa compétition à l'issue du tour principal, tour où elle concède deux défaites pour une victoire. À Athènes, il dispute son deuxième tournoi olympique. La France remporte tous ses matches lors du premier tour et affronte alors en quart de finale l'équipe classée quatrième de l'autre poule, donc un adversaire a priori abordable. Pourtant, la France s'incline face à la Russie sur le score de 26 à 24, en particulier en raison du gardien Andreï Lavrov. Fernandez, auteur de deux buts dans cette rencontre, inscrit 31 buts sur l'ensemble du tournoi, dont neuf lors du seul match remporté face à la Grèce, victoire qui permet à la France de terminer cinquième.
La France entame difficilement le Championnat du monde 2005 et se présente au tour principal avec une défaite, face à la Grèce, et un nul face à la Tunisie qui évolue à domicile. Lors de ce tour principal, elle remporte deux matches face à la Russie - cinq sur sept de Fernandez - puis la République tchèque - cinq sur huit de Fernandez - et fait match nul face à la Slovénie ce qui lui permet d'atteindre le stade des demi-finales. Opposée à la Croatie, la France s'incline sur le score de 35 à 32, avec deux buts de Fernandez. Elle obtient toutefois une médaille de bronze en s'imposant face à la Tunisie sur le score de 26 à 25, Fernandez terminant la rencontre avec un but sur quatre tentatives.
Les Bleus figurent parmi les favoris lors Championnat d'Europe 2006 disputé en Suisse malgré la retraite de Gregory Anquetil et Jackson Richardson. Après une victoire face à la Slovaquie, la France subit une défaite face aux champions du monde espagnols sur le score de 29 à 26 malgré sept buts sur dix tirs tentés de Fernandez qui est également utilisé sur le poste de meneur de jeu. Sur cette compétition, le sélectionneur l'utilise également pour la première fois sur le poste d'arrière droit. La France obtient sa qualification pour le tour principal en s'imposant face à l'Allemagne par 27 à 25 avec encore cinq buts de Fernandez sur neuf tentatives. La France s'impose lors des trois rencontres de ce tour, 31 à 21 face à la Slovénie, 31 à 21 face à la Pologne et 30 à 20 face à l'Ukraine, pour se qualifier pour les demi-finales où elle retrouve la Croatie d'Ivano Balić. Lors de cette rencontre, la France s'impose 29 à 23 avec cinq buts de Fernandez. En finale, face à l'Espagne, la France prend sa revanche sur le match du premier tour et s'impose par 31 à 23, Fernandez inscrivant deux buts alors que Nikola Karabatic en marque onze. La France obtient ainsi son premier titre européen.
Le Championnat du monde 2007 se dispute en Allemagne, l'un des pays les plus forts dans le monde en handball : son championnat est l'un des deux plus réputés avec celui d'Espagne et les clubs de ces deux pays se disputent souvent les titres européens. Après une défaite face à l'Islande lors du premier tour, la France remporte trois de ses quatre rencontres du tour principal mais s'incline face à la nation hôte sur le score de 29 à 26. Cela met la France sur la route de la Croatie en quart de finale, rencontre qui voit les Bleus s'imposer sur le score de 21 à 18 avec deux buts de Fernandez sur cinq tentatives. La France retrouve l'Allemagne en demi-finale. Celle-ci, dont le résultat final de 32 à 31 se décide après une double prolongation, reste un souvenir douloureux pour les Français qui estiment avoir été victimes de l'arbitrage, Claude Onesta déclarant pour sa part : « Nous n'avons pas eu l'occasion de gagner à la régulière. L'arbitrage du match Allemagne-Espagne avait déjà été litigieux, et nous assistons encore une fois à une erreur grossière… Bravo aux organisateurs, les salles sont pleines. ». Dépitée par cette injustice, la France s'incline face au Danemark 27 à 34 et termine à la quatrième place.
Deux compétitions majeures figurent de nouveau au calendrier de l'équipe de France en 2008 : d'abord le championnat d'Europe 2008 en Norvège. La France parvient en demi-finale après une seule défaite lors des deux premiers tours, lors du dernier match face à la Hongrie alors que sa qualification est déjà assurée. Opposée à la Croatie, la France s'incline d'un but 24 à 23 puis remporte la médaille de bronze grâce à une victoire sur l'Allemagne par 36 à 26.

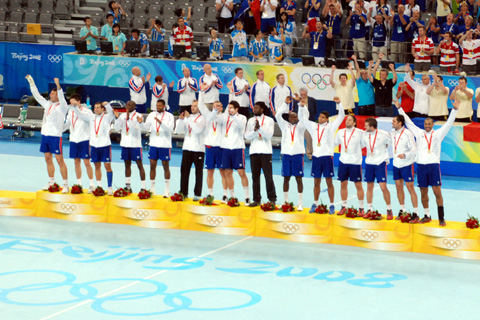
L'Équipe de France sur le podium des Jeux de 2008.

La France doit ensuite passer par un tournoi pré-olympique pour se qualifier pour les Jeux olympiques de Pékin 2008. Elle obtient le droit d'organiser fin mai 2008 l'un des trois tournois, au palais omnisports de Paris-Bercy, en raison de sa quatrième place du mondial 2007. La France se qualifie, avec l'Espagne, aux dépens de la Norvège et de la Tunisie. Avec 1 013 buts à l'issue de ce tournoi, Fernandez se rapproche à trois unités du record français détenu par Frédéric Volle. Il dépasse finalement ce record lors des matchs de préparation pour les Jeux olympiques. Sélectionné parmi les quatorze titulaires pour le tournoi olympique, il se fracture la main droite lors du match France-Croatie en phase de poule. Il est donc remplacé par Cédric Paty. Toutefois, il est admis à rester au sein du groupe. Le Comité international olympique (CIO), contrairement à ce qui était prévu avant les compétitions, et à ce qui s'est passé dans d'autres compétitions, l'autorise finalement à monter sur le podium final et lui octroie une médaille d'or en même temps que ses coéquipiers de l'équipe de France, vainqueurs de l'Islande en finale sur le score de 28 à 23, après avoir une battu une seconde fois dans ce tournoi olympique la Croatie, en demi-finale, sur le score 25 à 23.

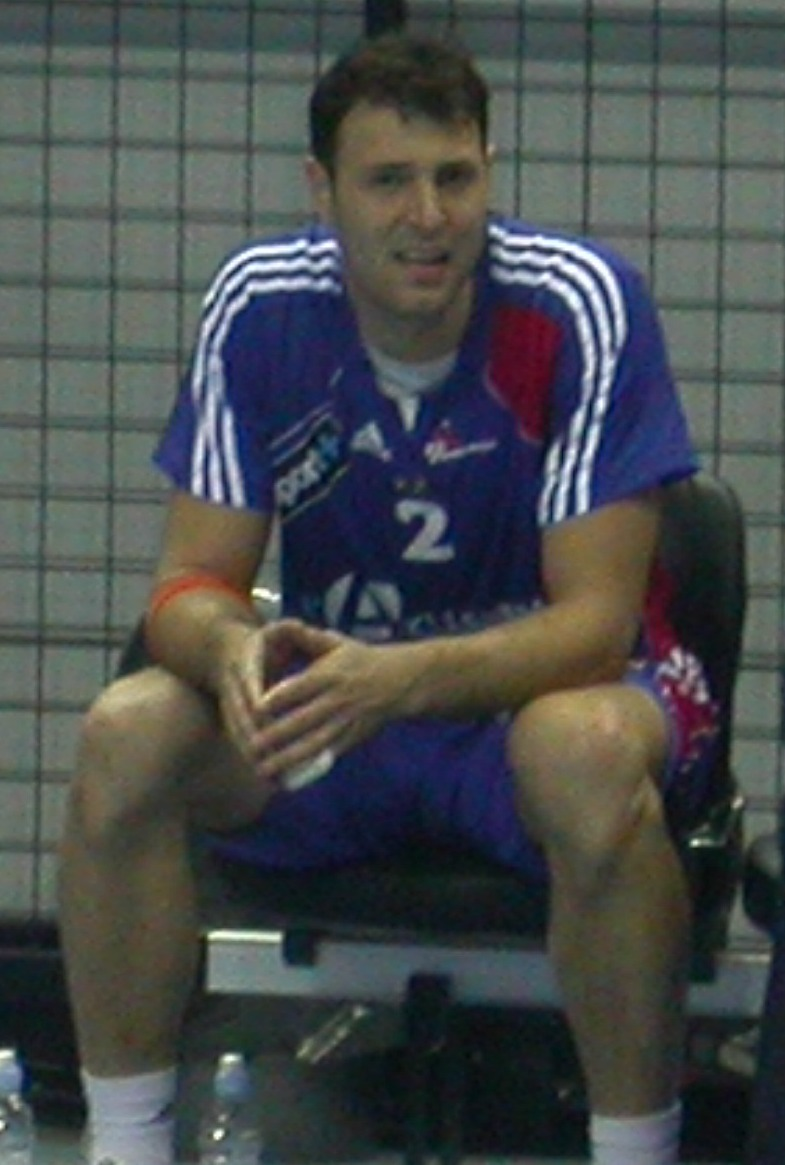
Jérôme Fernandez en 2009.

Dans la foulée du titre Olympique, Jérôme Fernandez devient capitaine de l'équipe de France, succédant à Olivier Girault qui a pris sa retraite sportive. La première compétition internationale où il officie avec ce rôle est le Championnat du monde 2009. La compétition a lieu en Croatie, celle-ci et la France se présentant comme les deux principaux favoris pour le titre mondial. Ils se rencontrent une première fois lors de la phase de poule du tour principal dans un match sans enjeu, les deux équipes étant déjà qualifiées pour les demi-finales. La France s'incline sur le score de 22 à 19. Les deux équipes s'imposant lors de celles-ci, la France face au Danemark sur le score de 27 à 22 et la Croatie face à la Pologne par 29 à 26, elles se retrouvent en finale dans l'Arena Zagreb. Après une première mi-temps très disputée, l'écart ne dépassant jamais un but, la France prend un avantage de deux buts à huit minutes de la fin sur une action de Karabatic. La Croatie abandonne alors pour s'incliner finalement sur le score de 24 à 19.

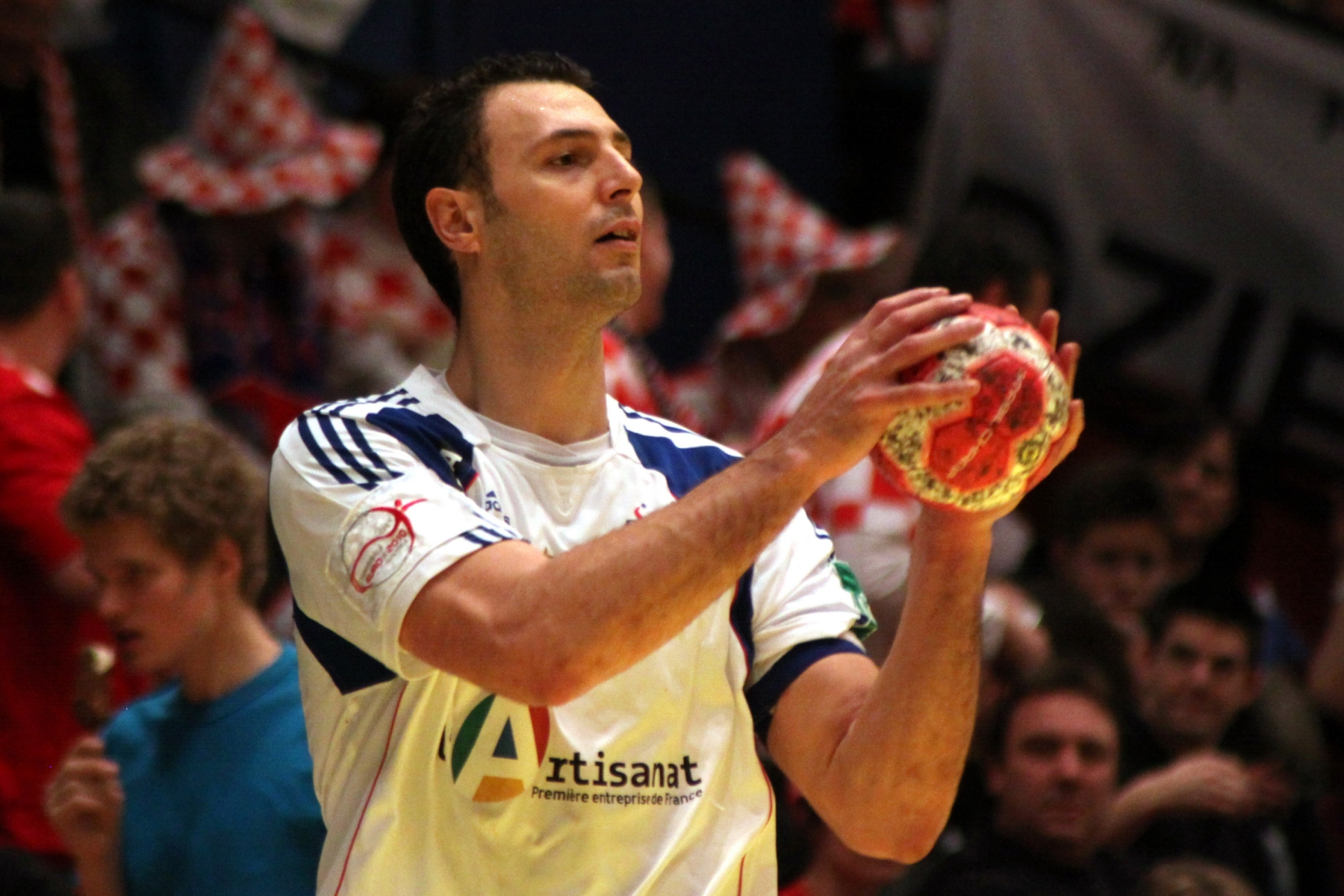
Jérôme Fernandez durant le championnat d'Europe masculin de handball 2010.

L'ambition des Français lors du championnat d'Europe 2010 disputé en Autriche est de marquer un peu plus l'histoire du handball en remportant le titre européen pour posséder les trois titres majeurs, Jeux olympiques, monde et Europe de manière simultanée. Elle commence son premier tour avec deux nuls et une victoire, puis remporte ses trois matches du tour principal pour se qualifier pour une nouvelle demi-finale. Lors de celle-ci, elle s'impose nettement face à l'Islande sur le score de 36 à 28. Français et Croates se rencontrent de nouveau dans un match décisif : après la finale du mondial 2009, la France s'impose de nouveau, par 25 à 21. Sur l'ensemble du tournoi, Fernandez inscrit dix-neuf buts en huit rencontres, dont deux lors de la finale.
Lors du mondial 2011 disputé en Suède, la France ne concède qu'un seul nul, face à l'Espagne, lors des deux premiers tours et se qualifie ainsi pour les demi-finales. Lors de celles-ci, la France affronte la Suède qui n'a plus disputé de demi-finale dans un grand tournoi depuis son titre européen de 2002. Bien qu'évoluant à domicile, cette équipe doit s'incliner face aux Français sur le score de 29 à 26, le Danemark s'imposant pour sa part face à L'Espagne par 28 à 24 pour obtenir le droit de défier les Français. La rencontre entre les deux équipes est très serrée, les deux leaders de chaque équipe, Mikkel Hansen et Nikola Karabatic inscrivant tous deux dix buts. La décision se fait finalement à l'issue d'une prolongation remportée 37 à 35 par les Bleus, le temps réglementaire étant atteint sur le score de 31 partout. Lors de ce match, Fernandez inscrit le premier but de la partie. Dans la prolongation, alors que les deux équipes sont à 34 partout, il inscrit deux buts consécutifs, portant son total personnel à cinq, qui permettent de creuser un petit écart. La France remporte sa quatrième médaille d'or consécutive dans un grand championnat, le quatrième titre mondial de son histoire. Elle devient également la première équipe, depuis la Roumanie en 1974, à conserver son titre de championne de monde.
Au contraire des compétitions précédentes, la France entame le championnat d'Europe 2012 sans aucune absence - Michaël Guigou, un temps incertain, participe au début de la compétition puis déclare forfait au cours de celle-ci - la France échoue dans sa tentative de rejoindre les demi-finales, niveau où elle est toujours présente depuis sa cinquième place aux jeux d'Athènes en 2004, soit huit demi-finales consécutives dans l'un des trois tournois majeurs. Elle échoue au premier tour contre l'Espagne et la Hongrie, puis la victoire de la Croatie sur le score de 29 à 22 met un terme définitif aux espoirs des Bleus. Fernandez termine la compétition avec vingt-et-un buts sur quarante-deux tentatives, le meilleur buteur français de ce championnat d'Europe.
On pense alors que l'heure de gloire des « Experts » est révolue, mais aux Jeux olympiques de 2012 à Londres, l'équipe de France parvient à conserver son titre, Fernandez étant le deuxième buteur de l'équipe avec trente réalisations.
Au Championnat du monde 2013, le handball français, Karabatic en tête, est au cœur de la tourmente avec l'affaire des paris truqués. En s'inclinant en quart de finale face à la Croatie (23-30), elle finit la compétition à la sixième place, son plus mauvais classement au Championnat du monde depuis 1999.
En 2014, l'Euro au Danemark se présente alors avec de nombreuses interrogations, notamment du fait qu'en début de compétitions, la France doit faire face à plusieurs blessés : Omeyer, Porte et surtout Fernandez. En effet, le 19 novembre 2013, il se fracture le quatrième métacarpe de la main droite alors qu'il est prêté par son club de Fenix Toulouse Handball au club libanais d'Al Sadd pour disputer la Ligue des champions d'Asie. Initialement indisponible jusqu'en janvier 2014, sa participation à l'Euro parait compromise. Finalement, s'il rate les matches de préparation, il participe à la compétition dès le premier match et, sur un poste d'arrière droit, remporte son troisième titre de champion d'Europe.
Si, en janvier 2015, il participe à nouveau au Mondial 2015 au Qatar en tant que capitaine, le sélectionneur Claude Onesta affirme qu'il serait « criminel de maintenir quelqu'un de l'âge de Jérôme Fernandez sur le terrain alors que William et Mathieu sont là ». Si cette déclaration a surpris, Onesta s'est ensuite expliqué en précisant qu'il sélectionnera Jérôme Fernandez tant qu'il sera utile à l'équipe, mais souhaite renouveler son effectif en vue des Jeux olympiques de 2016. Finalement, Fernandez est aligné dans des moments spécifiques pendant la compétition et marque même un but décisif en finale à un moment où l'équipe de France ne parvenait plus à tromper le gardien « qatarien » : il contribue ainsi au cinquième titre de champion du monde remporté par l'équipe de France, le quatrième à titre personnel.
Après 390 sélections et 1 463 buts, il est retenu dans la liste élargie de 21 joueurs pour préparer le Championnat d’Europe mais doit finalement renoncer sur blessure. Ensuite, il n'est pas retenu dans l'effectif pour les Jeux olympiques de Rio mais il est tout de même présent au Brésil pour commenter les matches de handball des Jeux sur France Télévisions.

### Parcours d'entraîneur
Après avoir occupé le rôle d’entraîneur-joueur au Pays d'Aix Université Club handball dès l’automne 2015, Jérôme Fernandez devient entraineur à temps plein à compter de la saison 2017-2018.
Fernandez et les Aixois réalisent un parcours en dents de scie marqué par les victoires face au Paris Saint-Germain et à Montpellier en championnat mais aussi par les piteuses élimination en 1/16 de finale de Coupe de France (par le Gazélec Ajaccio, club de N2) et en 1/4 de finale de Coupe de la Ligue (par l'Istres Provence Handball, club de D2). Pourtant, au terme de la saison, le club se classe à la cinquième place en championnat, ce qui lui permet de se qualifier pour la première fois en Coupe d'Europe (Coupe de l'EHF masculine 2018-2019).
Durant les Jeux olympiques 2020 à Tokyo, il est de nouveau consultant pour France Télévisions et commente le tournoi masculin de handball avec Emmanuel Roux.
Le 12 septembre 2022, il devient directeur de projet au sein du Billère Handball, sans être salarié du club.
En février 2024, il est annoncé comme directeur sportif du club de hockey sur glace d'Anglet à compter de la saison suivante. Mais sa venue étant liée au projet du président Cédric Cazenabe, le départ de ce dernier va finalement totalement remettre en cause ce projet.

### Divers
Jérôme Fernandez est parrain de l'Association européenne contre les leucodystrophies (ELA).
Le 2 mai 2022, l'un des gymnases de Carbon-Blanc est officiellement baptisé du nom de Jérôme Fernandez en sa présence. En effet, originaire d'une commune voisine, il a commencé sa carrière au sein du Carbon-Blanc HB, où il a été formé, scellant ainsi son lien indéfectible avec le club. C'est en 2018 que les élèves et le personnel du collège de Carbon-Blanc ont participé à un vote par scrutin, déterminant ainsi le nouveau nom du gymnase et renforçant son importance au sein de la commune.

## Résultats

### En sélection nationale

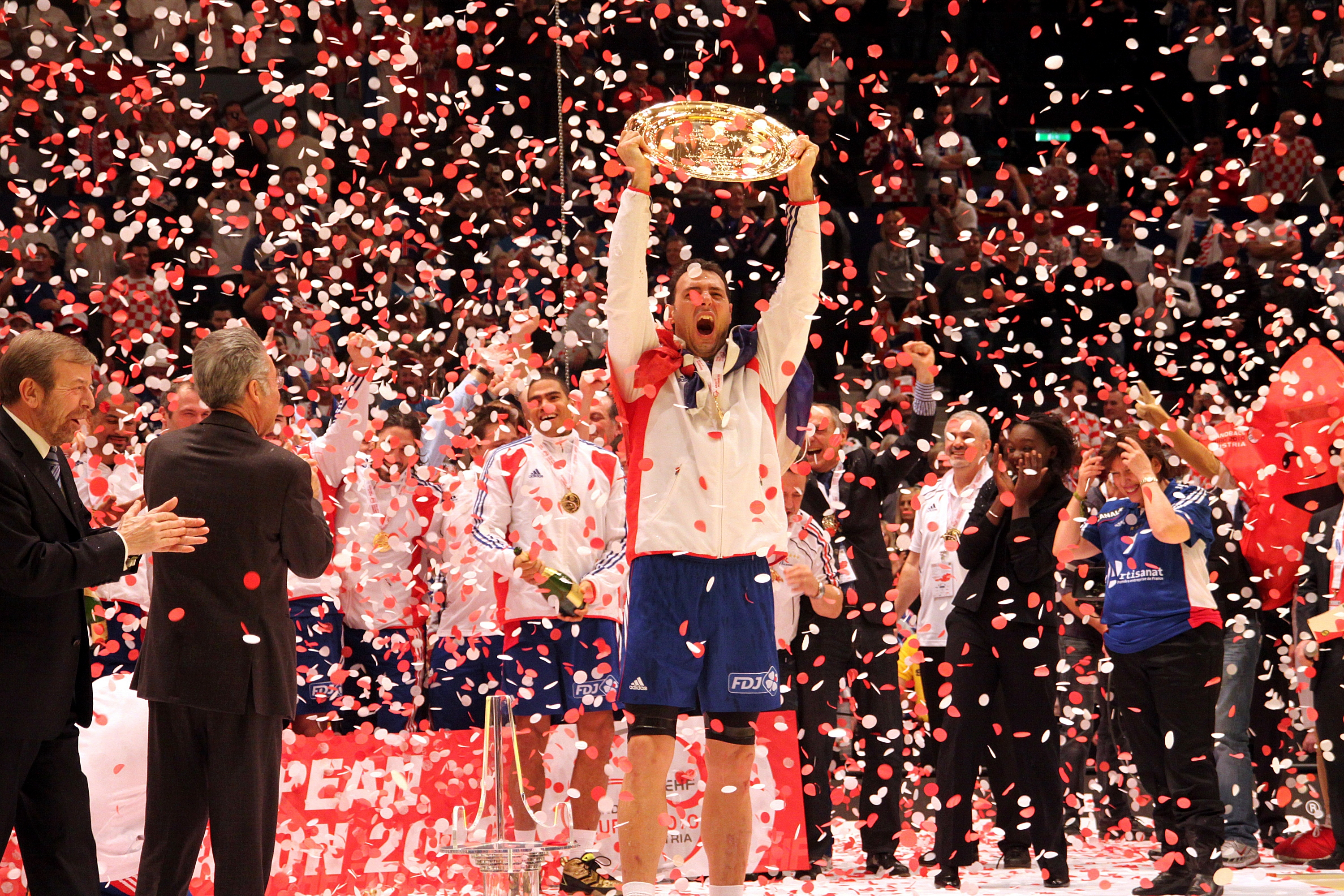
Jérome Fernandez brandissant le trophée de l'Euro 2010.

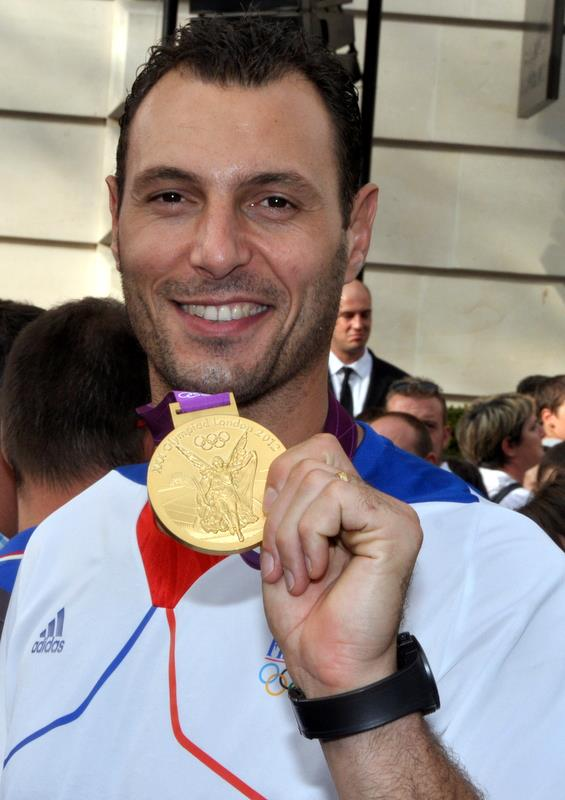
Jérôme Fernandez au défilé des médaillés français des JO 2012.

Jérôme Fernandez honore sa première sélection le 27 novembre 1997 à Dijon contre la République tchèque. Il est le meilleur buteur de l'histoire de l'équipe de France avec 1 463 buts marqués.
Résultats aux Championnats d'Europe
- 7e place au Championnat d'Europe 1998,  Italie
- 6e place au Championnat d'Europe 2002,  Suède
- 6e place au Championnat d'Europe 2004,  Slovénie
- Médaille d'or au Championnat d'Europe 2006,  Suisse
- Médaille de bronze au Championnat d'Europe 2008,  Norvège
- Médaille d'or au Championnat d'Europe 2010,  Autriche
- 11e place au Championnat d'Europe 2012,  Serbie
- Médaille d'or au Championnat d'Europe 2014,  Danemark

Résultats aux Championnats du monde
- 6e place au Championnat du monde 1999,  Égypte
- Médaillé d'or au Championnat du monde 2001,  France
- Médaillé de bronze au Championnat du monde 2003,  Portugal
- Médaillé de bronze au Championnat du monde 2005,  Tunisie
- 4e place au Championnat du monde 2007,  Allemagne
- Médaillé d'or au Championnat du monde 2009,  Croatie
- Médaillé d'or au Championnat du monde 2011,  Suède
- 6e place au Championnat du monde 2013,  Espagne
- Médaillé d'or au Championnat du monde 2015,  Qatar

Résultats aux Jeux olympiques
- 6e place aux Jeux olympiques de 2000 de Sydney,  Australie
- 5e place aux Jeux olympiques de 2004 d'Athènes,  Grèce
- Médaillé d'or aux Jeux olympiques de 2008 de Pékin,  Chine
- Médaillé d'or aux Jeux olympiques de 2012 de Londres,  Royaume-Uni

Résultats en espoirs
- Médaillé de bronze au Championnat du monde espoirs en 1997[76]

### En club
Compétitions internationales
- Ligue des champions (2) : 2005, 2009
- Coupe de l'EHF (1) : 2003
- Supercoupe d'Europe (2) : 2003, 2008
- Coupe du monde des clubs (1) : 2010

Compétitions nationales
- Champion de France (2) : 2000, 2002
  - Vice-champion en 2001
- Coupe de France (4) : 1998, 2000, 2001, 2002
- Champion d'Espagne (4) : 2003, 2006, 2009, 2010
  - Vice-champion en 2004, 2008
- Coupe du Roi (2) : 2004, 2007
- Supercoupe d'Espagne (2) : 2004, 2007
- Coupe d'Allemagne (1) : 2011

## Distinctions individuelles
- Chevalier de l'ordre national du Mérite (décret du 14 mars 2001)[77]
- Chevalier de la Légion d'honneur (décret du 14 novembre 2008)[78]
- Officier de l'ordre national du Mérite (décret du 31 décembre 2012)[79]
- Meilleur buteur de l'histoire de l'équipe de France avec 1 463 buts
- Élu meilleur arrière gauche du championnat d'Espagne en 2009 et 2010
- Élu meilleur joueur du championnat de France en 2013-2014[80]
- Élu meilleur arrière gauche du championnat de France en 2011-2012[23] et 2013-2014[80]
- Élu dans l’équipe « 7 France » par le journal L’Équipe en 2013[81].